# Barnsjukhuset Samariten

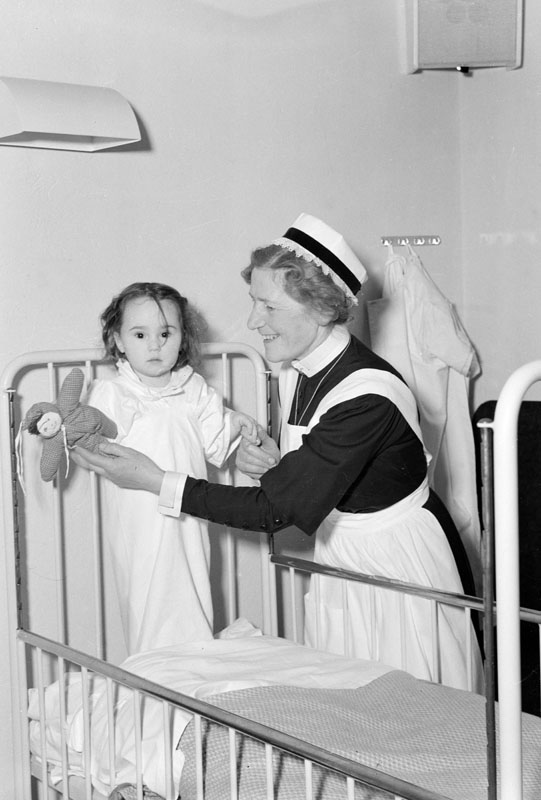
Barnsjukhuset Samariten

Barnsjukhuset Samariten är ett tidigare barnsjukhus i Stockholm som existerade mellan 1890 och 1974. Sjukhuset låg vid nuvarande Ringvägen 21 på Södermalm.
Barnsjukhuset öppnades 1890 då under namnet Nya barnsjukhuset. Behovet av sjukvård för barn var under slutet av 1800-talet stort på grund av den snabba inflyttningen till huvudstaden; de små och ofta dåliga lägenheterna och den snabba spridningen av vissa epidemiska barnsjukdomar. 1895 ändrades namnet till Samariten, och 1909 uppfördes en ny huvudbyggnad. Detta var möjligt tack vare en större summa pengar som sångerskan Jenny Lind testamenterat till sjukhuset. Barnsjukhuset byggdes sedan ut i omgångar, och kom att spela en viktig roll i Stockholms barnsjukvård.
År 1972 beslutades att sjukhuset skulle läggas ned, eftersom man ville integrera barnsjukvården i den allmänna medicinska verksamheten. 1974 stängdes Barnsjukhuset Samariten efter att ha existerat i 84 år. Merparten av verksamheten övertogs av Huddinge sjukhus. Alla sjukhusbyggnaderna revs sedan, med undantag från administrationsbyggnaden. I administrationsbyggnaden låg den kommunala förskolan Samariten fram till 2015, då den kommunala verksamheten flyttade till andra lokaler.
Sedan 2016 bedriver Jensen education  förskoleverksamhet i samma lokaler. Namnet har dock ändrats till Jensen Förskola Zinkensdamm.